# NGC 3496
NGC 3496 est un amas ouvert,, situé dans la constellation de la Carène. Il a été découvert par l'astronome britannique John Herschel en 1834.
Selon la classification des amas ouverts de Robert Trumpler, cet amas renferme moins de 50 étoiles (lettre m) dont la concentration est moyennement faible (III) et dont les magnitudes se répartissent sur un petit intervalle (le chiffre 1). Toutefois, selon le catalogue Lynga, NGC 3496 renferme plus de 100 étoiles (r) dont la concentration est moyenne (II). Cependant, Lynga indique que l'amas renferme 60 membres. Cette contradiction entre la classification et le nombre de membres n'est pas rare dans le catalogue Lynga.

## Observation
Avec une magnitude visuelle de 8,2, on peut observer l'amas avec des jumelles dont l'ouverture est de 40 à 50 mm.

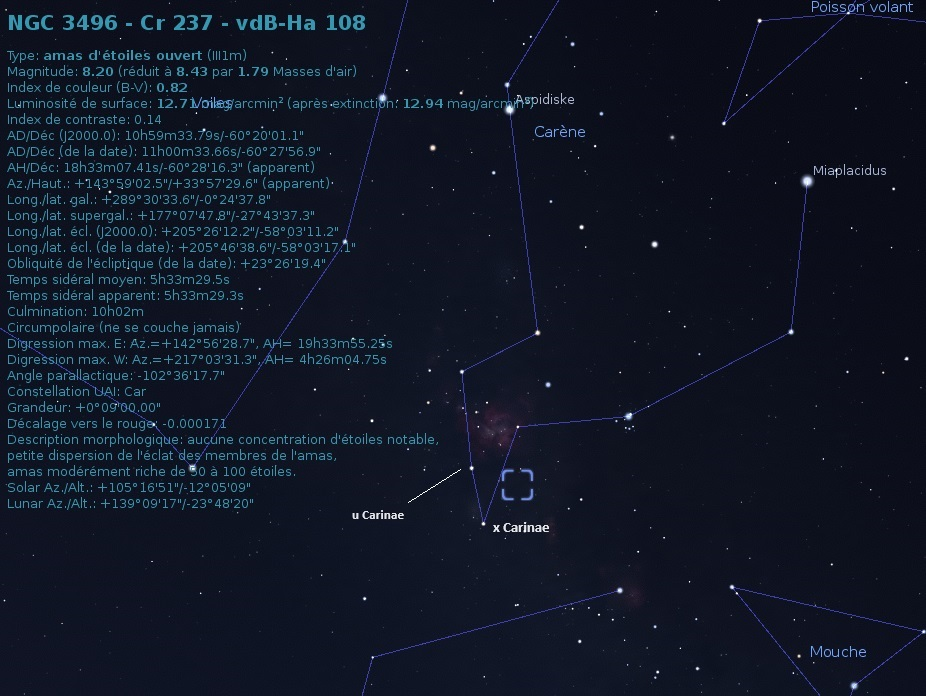
Localisation de NGC 3496 dans la constellation de Scorpion. (Stellarium)

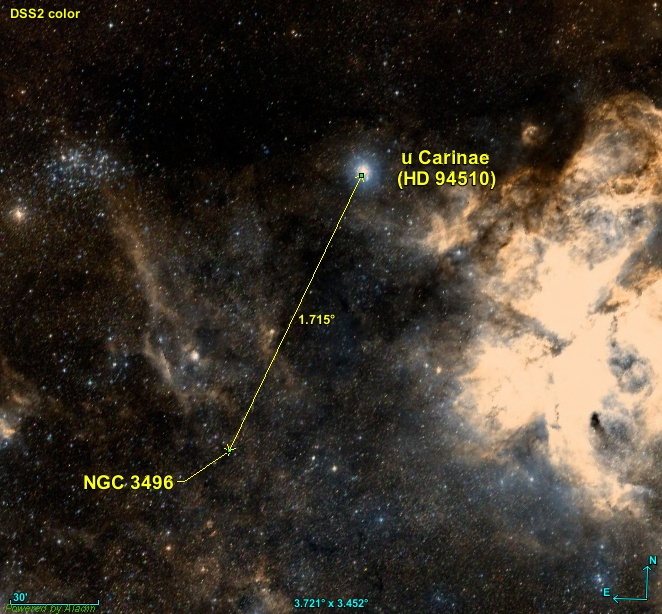
Position de NGC 3496 par rapport à une étoile.

NGC 3496 est situé à environ 1,7 degré au sud-est de l'étoile u Carinae.

## Distance

### Distance
La parallaxe moyenne des étoiles de l'amas a été obtenue des mesures effectuées par le satellite Gaia. Cinq valeurs publiées dans de récents articles (2018 à 2021) sont indiquées sur la base de données Simbad : 0,406 ± 0,025 0 mas, 0,392 ± 0,035 mas, 0,391 ± 0,032 mas, 0,391 ± 0,003 mas et  0,391 ± 0,032 mas. La moyenne de ces valeurs et de leur incertitude est égale à 0,394 2 ± 0,025 4, ce qui correspond à une distance de 2 537 +175
-154 pc.

### Taille
Selon les sources, la dimension apparente de NGC 3496 est comprise entre 6' et 11,2',. La dimension apparente dépend évidemment du choix des étoiles appartenant à l'amas, comme le montre la figure de l'encadré à droite. Le choix de SkyLive semble correspondre au petit cerce, alors que celui de Cantat correspond au grand cercle. Pour 6', la taille minimale est de   
13,57 al, alors que pour 11,2' la taille maximale est de 28,81 al. De ces deux valeurs, on déduit que la taille de l'amas est de 21,2 ± 7,6 al.

### Vitesse
Cinq valeurs de la vitesse radiale sont indiquées sur Simbad, mais deux valeurs provenant d'articles publiés en 2017 sont totalement différentes et imprécises. Ces deux valeurs sont −6,30 ± 3,8 km/s et 3,2 ± 7,5 km/s. Les trois autres valeurs provenant d'articles publiés en 2018 et en 2021 sont très semblables et plus précises. Ces trois valeurs sont  9,56 ± 0,20 km/s, 9,611 ± 0,736 km/s et 9,620 ± 0,24 km/s. La moyenne de ces trois valeurs et leur incertitude de mesure est égale à 9,60 ± 0,39 km/s.

### Mouvement propre
Simbad indique sept couples de valeurs pour le mouvement propre de l'amas, dont cinq provenant d'articles publiés entre 2018 et 2021 qui sont très semblables. Les deux autres couples proviennent d'articles publié en 2014 et 2017. Ils sont totalement différents et imprécis. Les valeurs des cinq couples en ascension droite et en déclinaison sont :
- −7,416 ± 0,075 mas/an et 2,709 ± 0,093 mas/an[9]
- −7,402 ± 0,086 mas/an et 2,671 ± 0,088 mas/an[10]
- −7,408 ± 0,077 mas/an et 2,668 ± 0,088 mas/an[11]
- −7,408 ± 0,004 mas/an et 2,668 ± 0,004 mas/an[6]
- −7,408 ± 0,077 mas/an et 2,668 ± 0,088 mas/an[12]

La moyenne du mouvement propre et de leur incertitude obtenue de ces cinq couples en ascension droite et en déclinaison est égale à −7,408 ± 0,064 mas/an et 2,667 ± 0,072 mas/an.
Les deux autes couples sont −3,61 ± 4,47 mas/an et −1,14 ± 4,35 mas/an ainsi que −3,610 ± 0,200 mas/an et −1,140 ± 0,190 mas/an

### Métallicté
Simbad indique une seule valeur de la métallicité, soit 0,13. Selon cette valeur, le pourcentage d'éléments lourds (plus lourd que l'hydrogène et l'hélium) de cet amas est de 135% (100,03) de celui du Soleil.

### Âge
La base de données WEBDA et le catalogue Lynga suggère un âge donné par log10 = 8,471,, soit 108,471 = 296 Ma.

## Étoiles
Simbad montre aussi un bouton nommé Children. En cliquant sur ce bouton, on atteint une section de cette base de données qui renferme un tableau contenant 1 012 entrées, dont 500 Children, pour NGC 3496. Cependant, des étoiles (les Children) peuvent apparaître plusieurs fois dans la deuxième colonne du tableau, d'où le nombre de liens bibliographiques qui est supérieure au nombre d'étoiles. La quatrième colonne de ce tableau indique la probabilité que l'étoile appartienne à l'amas. En cliquant sur le titre de cette colonne, on peut classer la probabilité par ordre croissant ou décroissant. En cliquant sur la désignation de l'étoile, on atteint la page de Simbad qui résume ses propriétés. Il n'y a que trois étoiles sur les 210 lisstées dans cette section qui présentent un certain intérêt, il s'agit de V* V443 Car, une étoile variable de type Delta Scuti et de 2MASS J10581372-6018036 ainsi que 2MASS J10582076-6012479 deux candidates au titre d'etoile trainarde bleue.
Lynga indique la présence de quatre étoiles traînardes bleues dans NGC 3496 ainsi que de 24 géantes rouges. Il indique aussi la présence d'une étoile de type spectral B1 III et d'une autre de type K3 III. La désignation de ces étoiles est malheureusement absente du catalogue Lynga. Ces renseignements sont en contradiction avec ceux obtenus sur Simbad. Puisque la plupart des références mentionnées sur Simbad proviennent de publications récentes, il est probable que le catalogue ne soit pas à jour.

### Distance
La compilation des parallaxes et du mouvement propre de chacune des 210 étoiles permet d'obtenir une distance moyenne et le mouvement propre moyen de l'amas. La parallaxe moyenne des étoiles est égale à 0,408 7 ± 0,038 5 mas, ce qui correspond à une distance de 2447+240
-201pc. C'est cette valeur qui apparaît dans l'encadré à droite et qui a été utilisée pour calculer la taille réelle de l'amas. On peut cependant calculer la distance à partir des parallaxes de deux autres façons. Premièrement, on peut calculer la moyenne et l'écart type des distances des 210 étoiles. La valeur obtenue est égale à 2 461 ± 175 pc (∼8 030 al). On peut aussi utiliser la moyenne des distances ainsi que la moyenne des écarts positifs et négatifs obtenus pour chaque étoile à partir de leur parallaxe. Cette dernière méthode donne une valeur de 2 461+127
−113 pc (∼8 030 al). Peu importe la méthode, on remarquera que les distances obtenues sont sensiblement les mêmes et un peu inférieures, mais très semblables à celle obtenue par le calcul des parallaxes indiqués par Simbad.

### Mouvement propre
La moyenne et l'écart type du mouvement propre des 210 étoiles en ascension droite et en déclinaison sont respectivement égaux à −7,417 ± 0,066 mas/an et 2,705 ± 0,081 mas/an. Ces deux valeurs sont presque les mêmes que celles indiquées sur Simbad.